# Campionatul mondial de escaladă din 1991
Campionatul mondial de escaladă din 1991, prima ediție a Campionatului mondial de escaladă, a avut loc la Frankfurt, Germania, între 1 și 2 octombrie 1991. A fost organizat de Union Internationale des Associations d'Alpinisme (UIAA). Campionatul a constat în probe de lead (dificultate) și speed (viteză).

## Medalii
| Event          | Aur                                             | Argint                            | Bronz                                               |
| -------------- | ----------------------------------------------- | --------------------------------- | --------------------------------------------------- |
| Lead masculin  | François Legrand · Franța (FRA)                 | Yuji Hirayama · Japonia (JPN)     | Guido Köstermeyer · Germania (GER)                  |
| Speed masculin | Hans Florine · Statele Unite ale Americii (USA) | Jacky Godoffe · Franța (FRA)      | Kairat Rakhmetov · Kazahstan (KAZ)                  |
|                |                                                 |                                   |                                                     |
| Lead feminin   | Susi Good · Elveția (SUI)                       | Isabelle Patissier · Franța (FRA) | Robyn Erbesfield · Statele Unite ale Americii (USA) |
| Speed feminin  | Isabelle Dorsimond · Belgia (BEL)               | Agnès Brard · Franța (FRA)        | Venera Chereshneva · Rusia (RUS)                    |

## Lead
| Masculin | Masculin           | Masculin | Masculin | Feminin | Feminin               | Feminin                    | Feminin  |
| Poziție  | Nume               | Țară     | Rezultat | Poziție | Nume                  | Țară                       | Rezultat |
| -------- | ------------------ | -------- | -------- | ------- | --------------------- | -------------------------- | -------- |
| 1        | François Legrand   | Franța   | 6000     | 1       | Susi Good             | Elveția                    | 6000     |
| 2        | Yuji Hirayama      | Japonia  | 4800     | 2       | Isabelle Patissier    | Franța                     | 4800     |
| 3        | Guido Köstermeyer  | Germania | 3600     | 3       | Robyn Erbesfield      | Statele Unite ale Americii | 3600     |
| 4        | Pavel Samoiline    | Rusia    | 3300     | 4       | Nanette Raybaud       | Franța                     | 3300     |
| 5        | Evgeny Ovchinnikov | Rusia    | 3060     | 5       | Lynn Hill             | Statele Unite ale Americii | 3060     |
| 6        | Didier Raboutou    | Franța   | 2820     | 6       | Natalie Richer        | Franța                     | 2820     |
| 7        | Vladimir Jourkin   | Rusia    | 2580     | 7       | Venera Chereshneva    | Rusia                      | 2580     |
| 8        | Bernabe Fernandez  | Spania   | 2400     | 8       | Isabelle Dorsimond    | Belgia                     | 2400     |
| 9        | Christoph Finkel   | Germania | 2220     | 9       | Luisa Iovane          | Italia                     | 2220     |
| 10       | François Lombard   | Franța   | 2040     | 10      | Barbara Hirschbichler | Germania                   | 2040     |

## Speed
| Masculin | Masculin            | Masculin                   | Masculin | Feminin | Feminin                   | Feminin                    | Feminin  |
| Poziție  | Nume                | Țară                       | Rezultat | Poziție | Nume                      | Țară                       | Rezultat |
| -------- | ------------------- | -------------------------- | -------- | ------- | ------------------------- | -------------------------- | -------- |
| 1        | Hans Florine        | Statele Unite ale Americii | 6000     | 1       | Isabelle Dorsimond        | Belgia                     |          |
| 2        | Jacky Godoffe       | Franța                     | 4800     | 2       | Agnès Brard               | Franța                     |          |
| 3        | Kairat Rakhmetov    | Kazahstan                  | 3600     | 3       | Venera Chereshneva        | Rusia                      |          |
| 4        | Andrzej Marcisz     | Polonia                    | 3300     | 4       | Yulia Inozemtseva         | Rusia                      |          |
| 5        | Raikhan Galiakbarov | Rusia                      | 3060     | 5       | Ineke Dijkstra            | Olanda                     |          |
| 5        | Glenn Sutcliffe     | Marea Britanie             | 3060     | 5       | Andrea Eisenhut           | Germania                   |          |
| 7        | Mark Baker          | Australia                  | 2580     | 5       | Irina Kodina              | Rusia                      |          |
| 7        | Gregor Jaeger       | Germania                   | 2580     | 8       | Iwona Gronkiewicz-Marcisz | Polonia                    |          |
| 9        | Seung-Kwon Chung    | Coreea de Sud              | 2220     | 9       | Felicity Butler           | Marea Britanie             |          |
| 9        | Stephan Hilgers     | Germania                   | 2220     | 10      | Nancy Feagin              | Statele Unite ale Americii |          |
| 9        | Johannes Nathan     | Germania                   | 2220     |         |                           |                            |          |
| 9        | Petrov Plamen       | Bulgaria                   | 2220     |         |                           |                            |          |
| 9        | Salavat Rakhmetov   | Rusia                      | 2220     |         |                           |                            |          |
| 9        | Arnould T'Kint      | Belgia                     | 2220     |         |                           |                            |          |
| 9        | Oleg Tcherechnev    | Rusia                      | 2220     |         |                           |                            |          |
| 16       | Hira Verick         | Australia                  | 1200     |         |                           |                            |          |